# Losoncz Alpár
Losoncz Alpár (Temerin, 1958. július 7. –) vajdasági magyar filozófus, akadémikus, közgazdász, egyetemi tanár.

## Élete és munkássága
Jogi, bölcsészkari, gazdasági stúdiumokat folytatott az Újvidéki Egyetemen. Egyetemi rendes tanár a Műszaki Kar Társadalomtudományi Katedráján. 1991-től vendégelőadó a Szegedi Tudományegyetem Filozófiai Tanszékén. 1998-tól az alternatív oktatási programokon kurzusvezető (Szakosított Akadémiai Stúdiumok, Újvidék) és előadó (Alternatív Oktatási Hálózat, Belgrád). Az Új Symposion, a Polja, a Paneconomicus, a Pompei, a Kellék és a Zlatna greda című folyóiratok szerkesztőbizottságának tagja. A Habitus című folyóirat főszerkesztője, korábban az újvidéki Zoran Stojanovic Kiadó Közép-Európai Könyvsorozatának volt szerkesztője.  Zombor Stratégiai Tanácsának volt tagja, valamint a maribori Miljenka Fisher Devetak Alapítvány szakértői tanácsának volt elnöke. Magyarul, szerbül, horvátul, németül, angolul, franciául, szlovákul jelentek meg írásai.
2018. november 8-án a Szerb Tudományos és Művészeti Akadémia levelező tagjává választották.

## Művei
Losoncz Alpárnak különböző jugoszláviai, később szerbiai, magyarországi és nemzetközi folyóiratokban és szaklapokban több száz tanulmánya, értekezése, kritikája és recenziója jelent meg. A nevéhez 16 tudományos monográfia (ebből hat társszerzős munka) kötődik, 9 kötet szerkesztésében vett részt, 137 munkát közölt szerbiai folyóiratokban (1994 és 2017 között), 27 fejezetet írt különböző monográfiákban, 27 alkalommal jelent meg munkája szerbiai és nemzetközi tudományos gyűjteményekben, 10 tudományos írását közölte nemzetközi folyóirat  és 1 tankönyvet írt. A tudományos munkái mellett a mai napig rendszeresen jelennek meg publicisztikái különböző újságokban és híroldalakon. Az Újvidéki Rádió Szempont című műsorának állandó jegyzetírója.

### Könyvei
- (1988) Hiányvonatkozások. Forum Könyvkiadó, Újvidék
- (1998) Moderna na Kolonu? (Modernitás: Kolonosz szigetén?). Belgrád, Stubovi kulture
- Az emlékezés hermeneutikája. Filozófiai értekezések; Forum, Újvidék, 1998
- (2002) Európa-dimenziók. Kultúra, kontextus, kisebbségi távlatok. Forum Könyvkiadó, Újvidék (onlinbe)
- (2004) Suffitientia ecologica, studija o koevoluciji između ekonomije i prirode [Suffitientia ecologica, stúdium a gazdaság és a természet koevolúciójáról]. Stylos, Novi Sad
- (2006) Suverenitet, moć i kriza [Szuverenitás, hatalom és válság]. Svetovi, Novi Sad
- (2009) Moć kao društveni događaj [A hatalom mint társadalmi esemény]. Novi Sad, Adresa
- (2010) Merleau-Ponty filozófiája. Attraktor, Máriabesenyő-Gödöllő
- (2012) Otpor i moć. Adresa, Novi Sad (Biblioteka Adresa, 15.)
- (2018) A hatalom(nélküliség) horizontja. Hommage à Új Symposion. Forum, Újvidék
- (2020) A formakereső ellenállás. Társadalomkritikai tanulmányok. Forum–Napvilág, Újvidék–Budapest

### Társszerzős művei
- (2007) Neoliberalizam, sudbina ili izbor  (K. Josifidis-szal). [Neoliberalizmus, sors vagy választás] Novi Sad
- (2008) Globalizacija – rešenja i dileme [Globalizáció, válaszok és dilemmák] (A. Ivanišević-tyal, S. Mitrović-tyal,). Fakultet tehničkih nauka, Novi Sad
- (2009) Eseji o državi blagostanja. Futura publikacije (Esszék a jóléti államról, K. Josifidis-szal, N. Supictyal együtt), Novi Sad
- (2012) Strukturalna kriza: forme i uzroci. (A. Ivaniševićtyel, S. Mitrovićtyal) Fakultet tehnickih nauka, Novi Sad
- (2013) Procesi deindustrijalizacije. (Ivanišević A.-val).  Fakultet tehnickih nauka, Novi Sad
- (2016) Anatomija robe – Ogledi iz kritike političke ekonomije. (Vladimir Gvozdennel). Adresa, Novi Sad
- (2018) Heterodoksna problematizacija novca. (Mladen R. Perićtyel). Visoka škola modernog biznisa, Beograd

### Szerkesztései
- (2012) Aporije multikulturalizma. (Társszerkesztő: D. Prole.) Mediteran
- (2012) Zbornik radova, Socijalni identitet u uslovima krize Zaposlenost i nezaposlenost, Novi Sad. Fakultet tehničkih nauka, Novi Sad
- (2013) Deindustrialization: phenomena, consequences, (Társszerkesztő: A. Ivanisevic.) Faculty of Technical Sciences, Novi Sad
- (2014) SOCIO-economic forms of inequality: proceedings. (Társszerkesztő: A. Ivanišević) Faculty of Technical Sciences, Novi Sad
- (2014) Gordost [Kevélység]. (Társszerzők: Dragan Prole, Vladimir Gvozden, Predrag Krstić, Aurel Kolnai). Adresa, Novi Sad
- (2015) Pohlepa [Fösvénység]. Adresa, Novi Sad
- (2016) Lenjost [Lustaság]. (Dragan Proleval közösen szerkesztve). Adresa, Novi Sad
- (2016) The transformation  of social identity in crisis conditions and its impact on european integration: proceedings. (Társszerkesztő: A. Ivanišević.) Fakultet tehničkih nauka, Novi Sad
- (2018) Migration; Phenomena, Consequences, proceedings. (Társszerkesztő: A. Ivanišević)  Faculty of technical sciences, Novi Sad
- (2018) Zavist [Irigység]. (Dragan Proleval közösen szerkesztve). Adresa, Novi Sad

### Válogatott esszéi és tanulmányai
- A különbség messianizmusa (Adorno a különbségről)
- A könyv metaforájától a szimulációig Archiválva 2016. március 5-i dátummal a Wayback Machine-ben
- A nemzet mint értelmezés Archiválva 2018. november 28-i dátummal a Wayback Machine-ben PDF
- Populista volt-e Arendt?
- „Ajándék lónak ne nézd...” – Az ajándék horizontja
- A befejezetlen állam
- Kritika az élet távlatában. Michel Henry és a fenomenológiai kultúrkritika
- Egy kisebbségi érdekérvényesítési modell időközi mérlege: többletlehetőségek vagy többletillúziók? PDF
- Minoritási nemzetforma az egyén, az állam és a közösség fényében PDF
- A destabilizáció kódjelei PDF
- Nullazuhatagok

### Audiovizuális források
- Losoncz Alpár hangos jegyzetei az Újvidéki Rádió Szempont című műsorában.

## Díjai és elismerései
- 1983. Sinkó Ervin-díj
- 2004. Koncz István Irodalmi Díj
- 2019. Híd Irodalmi Díj[3]